# دونفيداس
بلدية دونفيداس (بالإسبانية: Donvidas) هي بلدية تقع في مقاطعة آبلة التابعة لمنطقة قشتالة وليون وسط إسبانيا.

## الديموغرافيا
يبلغ عدد سكان بلدية دونفيداس 45 نسمة عام 2011 (وفقاً للمعهد الوطني للإحصاء الإسباني).
| 70 | 69 | 68 | 67 | 66 | 46 | 45 |